# Karl Berg (Musiker)
Karl Berg (* 1925 in Schleich; † 12. Januar 2007 in Trier) war ein deutscher Volksschullehrer, Komponist, Dirigent, Autor mehrerer Gesangbücher und Pädagogik-Professor an der Erziehungswissenschaftlichen Hochschule Koblenz.

## Leben
Karl Berg besuchte zunächst die Volksschule und das Hindenburg-Gymnasium in Trier und blieb danach noch mehrere Jahre in der Stadt. Wann genau er das Reifezeugnis abgelegt und was er studiert hatte, ist nicht bekannt, jedoch war er später zunächst als Volksschullehrer tätig. 1964 gründete er erst den „Friedrich-Spee-Chor“ und 1966 die städtische Musikschule in Trier, die er bis 1990 leitete. Das „Collegium Musicum“ der Universität Trier wurde als Orchester im Sommersemester 1977 von ihm gegründet. Auf Wunsch der Universitätsleitung wurde ferner im Jahr 1983 ein Chor ins Leben gerufen, um wie es hieß, „das musikalische Geschehen an der Universität abzurunden“. Neben dem Collegium Musicum übernahm Berg ab dem Wintersemester 1989/90 auch die Leitung des Chors bis zum Wintersemester 1995/96, als er die Leitung beider Klangkörper aufgab. Später lehrte Berg noch als Pädagogik-Professor an der Erziehungswissenschaftlichen Hochschule Koblenz. Neben seinen Trierer Initiativen wie „Offenes Singen“ und den „Festlichen Musiktagen“, erwarb sich Berg auch international einen guten Namen, indem er Konzerte in Jerusalem, Xanten, Paris, Luxemburg und vielen weiteren Städten gab. Um sein Andenken zu bewahren, beschloss der Trierer Stadtrat im Juli 2009 die Umbenennung der städtischen Musikschule in Karl-Berg-Musikschule, sowie 2016 die Vergabe des Straßennamens Karl-Berg-Straße im Neubaugebiet „Unterm Knieberg“ in Trier-Ehrang. Berg verstarb 81-jährig in Trier im Januar 2007.

## Auszeichnungen
- September 1978: Peter-Cornelius-Plakette[7]
- Bundesverdienstkreuz
- Silvesterorden des Papstes
- Ehrenbrief der Stadt Trier

## Mitgliedschaften
- 1. Vorsitzender der WerkGemeinschaft Musik e. V.[8][9]

## Publikationen (Auswahl)
- Christophorus Chorbuch für Schulen: Sätze für zwei bis vier gleiche Stimmen mit Instrumenten ad lib., Partitur, Freiburg: Christophorus-Verlag, 1969. OCLC 312245047
- Mit Hans Sabel u. Karl Grenzmann, Mein Stimme klinge. Ein Liederbuch für Schulen, Rudolf Verlag: Christophorus-Verlag, Freiburg, 1969.
- Spatzenkonzert, Fidula Verlag 1970.
- Christnacht – Friedensnacht: Advent- und Weihnachtslieder, Boppard : Fidula-Verlag, 1971. OCLC 946563232
- Lobet ihr Kinder den Herrn Gesänge für Kindergottesdienste, für Vorsänger u. Gemeinde mit Sätzen für Chor, Blockflöten, Stabspiele u. Schlagwerkinstrumente, mit Friedrich-von-Spee-Chor, Trier Paulinus-Verlag 1977. OCLC 725513635
- Lustig trommeln Buntspechte: Frühlings- und Wanderlieder, mit Friedrich-von-Spee-Chor, Boppard; Salzburg: Fidula-Verlag
- Festliche Musiktage … Trier Programm 1994 18. September – 23. Oktober 1994, Buchausgabe, Trier 1994. OCLC 1074781919